# Andrzej Basiński
Andrzej Henryk Basiński (ur. 1952 w Gdańsku) – polski lekarz anestezjolog, profesor nauk medycznych, prorektor Gdańskiego Uniwersytetu Medycznego w kadencji 2012–2016.

## Życiorys
W 1979 ukończył studia ma Wydziale Lekarskim Akademii Medycznej w Gdańsku. Na tej samej uczelni uzyskiwał stopnie naukowe doktora (w 1989 na podstawie pracy pt. Wpływ naloksonu na zmiany hemodynamiczne w doświadczalnym wstrząsie krwotocznym) oraz doktora habilitowanego (w 2000 w oparciu o rozprawę zatytułowaną Skuteczność neuroitycznej blokady trzewnej jako metody leczenia bólu i jej wpływ na jakość życia u chorych z przewlekłym zapaleniem trzustki). 4 sierpnia 2011 otrzymał tytuł profesora nauk medycznych. Specjalizował się w zakresie anestezjologii i reanimacji oraz intensywnej terapii (w 1982 i 1986). Odbywał staże zawodowe m.in. w ośrodkach w Danii, Holandii i Wielkiej Brytanii.
W 1979 zatrudniony na oddziale anestezjologii klinicznej Państwowego Szpitala Klinicznego nr 3 w Gdańsku, która to jednostka w 1982 weszła w skład struktury organizacyjnej Zakładu Anestezjologii Akademii Medycznej w Gdańsku, przekształconej później w Gdańsku Uniwersytet Medyczny. Od 1984 do 2000 był kierownikiem oddziału anestezjologii w PSK nr 3. W latach 2001–2004 pełnił funkcję kierownika Zakładu Medycyny Ratunkowej i Katastrof, następnie objął stanowisko kierownika Katedry i Kliniki Medycyny Ratunkowej. Również w 2004 został ordynatorem klinicznego oddziału ratunkowego. W latach 2009–2010 był wicedyrektorem Uniwersyteckiego Centrum Klinicznego w Gdańsku.
Od 2008 do 2012 pełnił funkcję prodziekana Wydziału Nauki o Zdrowiu, następnie został prorektorem ds. klinicznych (funkcję tę pełnił w latach 2012–2016). Był też profesorem w Powiślańskiej Szkole Wyższej w Kwidzynie. Powołany na wiceprezesa Polskiego Towarzystwa Badania Bólu.

## Odznaczenia
Odznaczony Srebrnym (2002) i Złotym (2013) Krzyżem Zasługi.